# Полсат нюз
Полсат нюз (с оригинално наименование: Polsat News) е информационен телевизионен канал в Полша. Той е първият новинарски канал на телевизионната компания Полсат, стартира излъчване на 7 юни 2008 г. Ръководител на телевизионният канал от самото му създаване е Хенрик Собирайски.

## Сътрудничество
В началото Полсат нюз си сътрудничи активно с американския телевизионен канал CNN и използва техните материали за подготовка на новинарски съобщения. Според свое съобщение за пресата, Полсат създава учебни групи от журналисти, репортери и оператори, които са били на обучение в CNN, и също така е кани служители от Съединените щати. От юли 2011 г. сътрудничеството със CNN е прекратено, а днес основен партньор е TVN Group.